# جوکا د الیویرا
جوکا د الیویرا (انگلیسی: Juca de Oliveira؛ زادهٔ ۱۶ مارس ۱۹۳۵) یک هنرپیشه اهل برزیل است.